# Wälzbach
Der Wälzbach, am Oberlauf auch Walzbach genannt, ist ein knapp zwei Kilometer langer linker und östlicher Zufluss des Reichenbaches im hessischen Main-Kinzig-Kreis.

## Geographie

### Verlauf
Der Wälzbach entspringt im südlichen Vogelsberg auf einer Höhe von etwa 397 m ü. NHN in einer Wiese östlich von
Birstein-Unterreichenbach am westlichen Fuße des bewaldeten Apfelberges. Er fließt zunächst in westlicher Richtung durch die Wiesenflur Im Tal und wird dann gut einen Kilometer bachabwärts in der Flur Fremeswiesen auf seiner rechten Seite von einem Wiesenbächlein verstärkt. Er läuft danach, zum Teil unterirdisch verrohrt, durch den Birsteiner Ortsteil Unterreichenbach und mündet schließlich auf einer Höhe von circa 307 m ü. NHN von links in den Reichenbach.

### Flusssystem Kinzig
- Liste der Fließgewässer im Flusssystem Kinzig (Main)